# Харамильо, Ренни
Ренни Сален Харамильо Барре (исп. Renny Salen Jaramillo Barre; род. 12 июня 1998, Гуаякиль) — эквадорский футболист, полузащитник клуба «Дельфин».

## Клубная карьера
Харамильо начал карьеру в клубе «Универсидад Католика» из Кито. В 2015 году Ренни перешёл в «Индепендьенте дель Валье». 3 декабря в матче против «Депортиво Кито» он дебютировал в эквадорской Примере. 

## Международная карьера
В 2015 году Харамильо завоевал бронзовые медали юношеского чемпионата Южной Америки в Парагвае. На турнире но сыграл в матчах против команд Чили, Боливии, Бразилии, Парагвая, Колумбии, а также дважды против Аргентины и Уругвая. В поединке против боливийцев Ренни забил гол.
В том же году Харамильо принял участие в юношеском чемпионате мира в Чили. На турнире он сыграл в матчах против Гондураса, Мали, Бельгии, России и Мексики. 
В 2017 года Харамильо в составе молодёжной сборной Эквадора завоевал серебряные медали домашнего молодёжного чемпионата Южной Америки. На турнире он сыграл в матчах против команд Чили, Парагвая, Венесуэлы, а также дважды Колумбии и Бразилии. В поединке против бразильцев Ренни забил гол.
В том же году Харамильо принял участие в молодёжном чемпионате мира в Южной Корее. На турнире он сыграл в матче против команды США.

## Достижения
Эквадор (до 20)
- Чемпионат Южной Америки по футболу среди молодёжных команд — 2017 — 2-е место